# Кожокин, Евгений Михайлович
Евге́ний Миха́йлович Кожо́кин (род. 9 апреля 1954, Москва) — советский и российский историк и политолог, проректор МГИМО по научной работе, доктор исторических наук.

## Биография
Отец — Михаил Наумович Флексер (1929—2012). Мать — Зоя Васильевна Кожокина.
Трудовой путь начал в 1971 году контролером ОТК, на Опытном заводе НИИ Автоматики и приборостроения, в 1972 году работал грузчиком на кожгалантерейной фабрике.
В 1972—1977 годах учился на историческом факультете МГУ, специализировался на изучении стран Западной Европы и Америки. В 1977—1980 годах обучался в очной аспирантуре исторического факультета МГУ. Защитил диссертацию по истории Франции XIX века. С 1980 года работал научным сотрудником Института международного рабочего движения АН СССР, затем работал в Институте всеобщей истории.
В 1990—1993 годах — народный депутат Российской Федерации. Возглавлял подкомитет по международным делам Комитета по международным делам и внешнеэкономическим связям Верховного Совета РФ, затем подкомитет по международной безопасности и разведке Комитета по обороне и безопасности.
В октябре — ноябре 1991 года являлся руководителем группы наблюдателей от РФ в Нагорном Карабахе.
В 1993 году в составе делегации МИД РФ, возглавляемой министром иностранных дел, участвовал в переговорах в Афганистане, Пакистане, Киргизии, Таджикистане.
24 сентября 1993 года, в разгар Конституционного кризиса в России, Евгений Кожокин выступил парламентёром между Администрацией Президента РФ Бориса Ельцина и руководством Верховного Совета РФ во главе с Русланом Хасбулатовым. Предложения Ельцина о гарантиях безопасности и беспрепятственного выезда за границу, которые Кожокин передал Хасбулатову, последним были отклонены, посредническая миссия успеха не имела. Е.Кожокин рассказал об этом в октябре 2013 года в интервью телеканалу Вести по случаю 20-летия трагических событий в Москве.
В октябре 1993 назначен заместителем председателя Государственного комитета по делам федерации и национальностей.
В 1994—2009 годах — директор Российского института стратегических исследований.
В 1995-2008 годах был членом комиссии по государственным наградам при Президенте РФ.
В 2000 в Институте сравнительной политологии РАН защитил докторскую диссертацию.
С февраля 2009 по июль 2010 года работал заместителем руководителя Федерального агентства по делам Содружества Независимых Государств, соотечественников, проживающих за рубежом, и по международному гуманитарному сотрудничеству.
С июля 2010 по июль 2014 года — ректор Академии труда и социальных отношений.
С сентября 2014 года — профессор МГИМО, с апреля 2015 по август 2020 года — проректор МГИМО по научной работе.
С ноября 2020 года — декан факультета международных отношений и зарубежного регионоведения Российского государственного гуманитарного университета.
Профессор исторического факультета МГУ, читает курс «Политическая история стран СНГ».
Неоднократно участвовал в работе международных миссий ОБСЕ в качестве международного наблюдателя, в том числе на президентских выборах в Киргизии (2011 год), в Таджикистане и Монголии (2013 год).
Владеет английским и французским языками.

## Научная деятельность и художественное творчество
Подготовленные Евгением Кожокиным в качестве директора РИСИ справки по актуальным проблемам внешней политики использовались руководством РФ при принятии стратегических и конкретных решений в международных отношениях. Его статьи и книги печатались на английском, французском, китайском, немецком, испанском, словацком, сербском языках.
В 2014 году в Болгарии был издан сборник статей Е. М. Кожокина по истории России XIX—XX веков «Синусовият ритъм от преживяното…».
Состоит в различных российских и международных научных организациях, научных советах и редколлегиях научных журналов, является членом президиума Совета по внешней и оборонной политике (СВОП), заместителем председателя всероссийской общественной организации Российский комитет защиты мира (РКЗМ).
В 1985 году в первом номере журнала «Сельская молодежь» был опубликован очерк Евгения Кожокина «Хозяин тундры».
В 1990 году во Франции был опубликован очерк Евгения Кожокина, основанный на его впечатлениях от бесед с крымскими татарами летом 1987 года и от посещения их тайного собрания в поселке Сенное в Краснодарском крае.
В 1999 году Е. Кожокин выступил в роли продюсера и автора идеи документального фильма «Одинокий батальон», посвященного событиям в Косово и операции российских десантников, которые вошли на территорию автономного края, опередив войска НАТО.
С 2012 года на страницах литературных журналов стала появляться его художественная проза. В 2014 году на болгарском языке отдельной книгой вышла повесть «Нина», затем в Москве была опубликована его книга «Предварительные итоги», в которую вошли прозаические произведения, стихи и эссе. В 2017 году вышла в свет ещё одна книга «Князь Владимир, сын Святослава: хроника жизни и смерти» — исторические хроники о жизни и смерти князя Владимира. В 2018 году этот роман о начале православной Руси удостоен национальной премии «Лучшие книги и издательства года».
Режиссёр документальных фильмов «Русские и грузины» (2016 год), «Исмаил и его люди» (2018 год), «Учитель немецкого» (2021 год).
1–5 ноября 2021 года в Архангельской области проходил I Международный кинофестиваль «Свидание с Россией. Территория народного единства», в номинации  «И в труде, и в бою...» лучшей операторской работой признан фильм «Учитель немецкого», режиссер — Е.М.Кожокин, оператор Д.Котурга.  Этот же фильм  получил  диплом жюри «За глубокое воплощение образа человека чести» в рамках   XIV Международного  кинофестиваля «Соль земли».
Почетный член Академического форума Варненского свободного университета «Черноризца Храбъра».

## Семья
Женат, имеет двух дочерей и двоих внуков.
Брат — Михаил Михайлович Кожокин (р.23 февраля 1962, Москва), — вице-президент банка ВТБ 24, директор Департамента маркетинга и общественных связей.

## Научные труды
- Французские рабочие от Великой буржуазной революции до революции 1848 г. — М., 1985.
- Государство и народ от Фронды до Великой Французской революции. — М., 1989.
- Гусейнов Э. Е., Кожокин Е. М., Ревякин А. В., Туган-Барановский Д. М. Буржуазия и Великая Французская революция. — М. : Издательство МГУ, 1989. — 213 с. — (Великая фр. революция, 1789—1989: Документы и исслед.). — ISBN 5-211-00278-4
- История бедного капитализма. Франция XVIII — первой половины XIX века. — М., 2005 (в 2007 г. была издана в Пекине на китайском языке)
- Алексеев И., Каковкин Г., Кожокин Е. Частные люди : [сборник]. — М. : Российский ин-т стратегических исслед., 2008. — 223, [1] с. : табл. — (Библиотека Российского комитета защиты мира). — ISBN 978-5-7893-0111-1
- Революция и её преодоление. Очерки истории российской ментальности. — М.: МГИМО, 2020.